# ヨーゼフ・クレメンス・フォン・バイエルン (1902-1990)

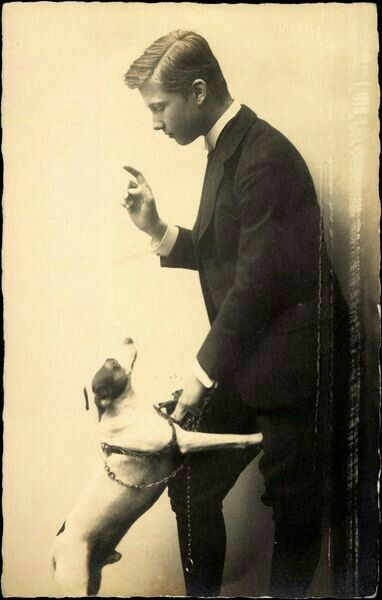
16歳頃のヨーゼフ・クレメンスと飼い犬、1918年

ヨーゼフ・クレメンス・フォン・バイエルン（Joseph Clemens Prinz von Bayern, 1902年5月25日 ミュンヘン - 1990年1月8日 ミュンヘン）は、南独バイエルン王国の王族・美術史家。バイエルン王子。
バイエルン王子アルフォンスと妻ルイーズ・ドルレアンの間の第1子・長男。母方もバイエルン公家につながる。正式な洗礼名はヨーゼフ・クレメンス・マリア・フェルディナント・ルートヴィヒ・アントン・アウグスティン・アルフォンス・アルタ・フランツ・フォン・サレス・フィリップ・ネーリウス（Joseph Clemens Maria Ferdinand Ludwig Anton Augustin Alphons Alta Franz von Sales Philipp Nerius）。バイエルン王室の聖ゲオルク騎士団の名誉副団長を務めた。ルートヴィヒ・マクシミリアン大学ミュンヘンで美術史を専攻し、美術史家として活動すると同時に、歴史的文化財の重要なコレクションを収集した。死後、ミュンヘン・聖ミヒャエル教会内の納骨堂に葬られた。

## 引用・脚注
1. ↑  Gothaischer Hofkalender. Genealogisches Taschenbuch der Fürstlichen Häuser, Gotha 1929, S. 9.
2. ↑  Münchner Stadtmuseum: Joseph Clemens von Bayern (Abgerufen am 14. Juli 2024.)
3. ↑  “Das Kolumbarium in St. Michael”. Wittelsbacher Ausgleichsfonds (ドイツ語). 15 November 2024. 2024年12月30日閲覧.